# Rhabdodendron gardnerianum
Rhabdodendron gardnerianum är en tvåhjärtbladig växtart som först beskrevs av George Bentham, och fick sitt nu gällande namn av Noel Yvri Sandwith. Rhabdodendron gardnerianum ingår i släktet Rhabdodendron och familjen Rhabdodendraceae. Inga underarter finns listade i Catalogue of Life.